# Lettere di Clemente
Le Lettere di Clemente sono due epistole attribuite a Clemente I, vescovo di Roma nel I secolo dell'era cristiana (88-97).

## Prima lettera di Clemente
La Prima lettera di Clemente ("1 Clemente") è un testo scritto in lingua greca tra l'80 e il 140. Godette di una notevole fortuna al punto da essere ascritto tra i testi canonici della Bibbia da alcuni Padri della Chiesa, e che la tradizione considerò un apocrifo del Nuovo Testamento, incluso nella cosiddetta letteratura subapostolica.

## Seconda lettera di Clemente
La cosiddetta Seconda lettera di Clemente (2 Clemente) è un apocrifo del Nuovo Testamento attribuito erroneamente al vescovo di Roma Clemente. Fu redatto in greco tra il 130 e il 160. Al pari della Prima lettera di Clemente, è incluso nella letteratura subapostolica.

## Lettera di San Paolo apostolo a Clemente
La tradizione biblica della Chiesa ortodossa etiopica incorpora nel suo più ampio canone biblico un'epistola diretta a Clemente e tradizionalmente attribuita a Paolo di Tarso.